# ‘Ofer
‘Ofer (hebreiska: עפר) är en ort i Israel.   Den ligger i distriktet Haifa, i den norra delen av landet. ‘Ofer ligger 155 meter över havet och antalet invånare är 609.
Terrängen runt ‘Ofer är platt åt sydväst, men åt nordost är den kuperad.Runt ‘Ofer är det ganska tätbefolkat, med 230 invånare per kvadratkilometer. Närmaste större samhälle är Umm el Faḥm, 19,8 km sydost om ‘Ofer. Trakten runt ‘Ofer består till största delen av jordbruksmark.